# İslamköy, Kahta
İslamköy là một xã thuộc huyện Kahta, tỉnh Adıyaman, Thổ Nhĩ Kỳ. Dân số thời điểm năm 2011 là 28 người.